# Krplje ljubezni
Krplje ljubezni je slovenska knjiga, ki jo je zapisala Mira Dobravec. Izšla je leta 1998 pri založbi Družina, ilustriral jo je Peter Škerl.

## Vsebina
Glavna oseba je Friderik Baraga, rojen leta 1797 na gradu Mala vas pri Dobrniču na Dolenjskem. Kot otrok živi na gradu s svojimi starši in dvema sestrama. Po študiju prava na Dunaju pa se odloči, da je pravi poklic zanj služenje Bogu, zato se odpove vsem materialnim dobrinam in gre kot siromak z dovoljenjem škofa v misijone. Skozi Šmarnice, kratke pripovedi, ki trajajo 31 dni, spoznavamo življenje in delo slovenskega duhovnika, ki je vse daroval za spreobrnjenje Indijancev v Ameriki.

## Liki
Glavna oseba je Friderik Baraga, zelo skromna oseba, ki zase noče ničesar, saj želi vse darovati za indijanske misijone.
Stranske književne osebe so člani njegove družine: mati in sestri, duhovniki, škof Fenwick, Indijanci, poglavarji in protestantje. Največji vpliv na dogajanje imajo Indijanci, saj mu oni s svojim življenjem dajejo spodbudo, da dela prav in mora s tem nadaljevati.

## Analiza zgodbe
Zgodba je resnična, dogaja se v 19. stoletju, kraj dogajanja je pretežno v Ameriki na področjih, kjer živijo Indijanci. 
Zgodba ima socialno tematiko.
Sestavljena je iz treh delov: v prvem spremljamo Baragovo življenje od otroštva do odločitve za duhovniški poklic, v drugem njegovo prizadevanje za spreobrnjenje Indijancev in iskanje novih misijonarjev, v tretjem delu pa, kako kot škof spremlja svoje varovance - duhovnike, ki so prišli iz Evrope, in kako umre.